# とっても!ラッキーマン
『とっても! ラッキーマン』は、ガモウひろしによる日本の少年向けヒーローギャグ漫画作品、およびそのアニメ作品。

## 概要
1993年17号から1997年30号まで、集英社の漫画雑誌『週刊少年ジャンプ』で連載されていた。全188話。初出は『ブイジャンプ』1991年12月号での読切。のち2回程度の読み切り作品（うち1作はコミックス未収録））として掲載されている。単行本は全16巻、リミックス版3冊（セレクション、対談等も含む。第2巻にはDVDのサンプル付き）、2009年に文庫本が全8冊。さらに読切作品版も収録した「ガモウひろし寄せ集め」が全3冊発売予定だったが2巻目で中断している。
運の良さだけを武器とするヒーロー・ラッキーマンと、その仲間たちが活躍するギャグストーリー。連載初期は1話完結形式が多く、各回バラエティに富んだ悪者宇宙人が登場していた。その後は長編ストーリーとなり、「指レンジャー編」「よっちゃん編」「さっちゃん編」「極悪宇宙人商会編」「大宇宙編」「裏大宇宙編」と展開される。
連載中期からはサブキャラクターを読者から募集するなど、作者独特の路線で連載が進められていった。連載中盤以降になるとストーリーが宇宙での「SFバトル」「関門バトル」が中心となり、さらに終盤になるほどラッキーマンはほとんど戦わずサブキャラクターの活躍により前半で盛んに入れた「ラッキーネタ」や「ギャグバトル」の背景が薄れていった。
背中でキャラがツッコんだり、ボケたりするという独特な演出も本作の特徴である。
漫画本編の他にも、『週刊少年ジャンプ』掲載時には漫画の左右の余白に「はみだしラッキーマン」「はみだしついてないくん」（読者によるラッキーな話、不運な話の紹介）が掲載されたり（他の漫画では、左右の余白は次号予告や単行本紹介スペースとして使用されている）、漫画がはじまる直前または直後のページに読者コーナー「とっても!ラッキーネットワーク」が掲載されていた。なお、本作のアニメ化のプロジェクトもその「ラッキーネットワーク」内で進行していた。また、一時期当時のジャンプ編集長堀江信彦による「堀さん日記」が「ラッキーネットワーク」中に掲載されるなど、当時の『週刊少年ジャンプ』中でも異彩を誇った漫画である。
連載開始から29話目でアニメ化を発表するなど、アニメ化に関しても連載作品の中ではスピーディだった。『週刊少年ジャンプ』連載のアニメ化の作品は連載開始から約3年ほど経ってから発表することが多いためである。ガモウがテレビ東京に直談判する様子は「ラッキーネットワーク」内の企画として行われていた。後にガモウは、「ラッキーネットワーク」内の同企画はアニメ化が決定したあとでの後付け冗談企画であったと告白しており、アニメが「よっちゃん編」で終了したのが心残りだと語っている。
なお、一部の話が収録されたVHS版が全6巻(現在は全て廃盤)、2005年にすべての話と「とっても!ラッキーネットワーク」が収録されたDVD-BOX版が全2巻発売された。2025年現在、Blu-ray版はリリースされていない。

## あらすじ
埼玉県越谷市蒲生に住む日本一ついてない中学生の追手内洋一はある日、宇宙人のUFOの下敷きになり死んでしまう。しかしヒーローのラッキーマンと合体し、生き返った洋一はラッキーマンに変身して、日本や地球、更には宇宙の平和を悪の侵略者からラッキー（幸運）だけで守っていく。

## 舞台
地球
第3小宇宙にあり、多くの宇宙人が侵略に訪れる。

宇宙（第3小宇宙）
ヒーロー協会が存在し、それに認定されたヒーローが宇宙の平和を守っている。実際は大宇宙に存在する16の小宇宙の1つである。

裏宇宙
宇宙とブラックホールでつながった先にある別の宇宙。本来であれば一度入ると戻ってこられないが、救世主マンやサミットの持つ救世手で作られたブラックホールを通ることで戻ることが可能。美的感覚が宇宙と正反対である。

小宇宙
大宇宙に存在する16の宇宙で、各小宇宙にその管理を任せられた小宇宙神がいる。

大宇宙
小宇宙の外に広がる宇宙。大宇宙神がビッグコスモスゴッドリングであらゆるものを創造した。大宇宙の外側に何があるかは不明である。

裏大宇宙
大宇宙と開かずの扉でつながっている宇宙。大宇宙とは敵対関係にあるらしく、大宇宙への侵攻も狙っている。

## アニメ
1994年4月6日から1995年3月23日まで、テレビ東京系列にて放送された（ステレオ放送）。全50話。放送時間は1994年4月から9月28日までは毎週水曜日18:00～18:30。1994年10月13日から最終話までは木曜日19:00～19:30に放送された。なお、1995年元旦には『大吉!お年玉アニメ とってもラッキーマン』が17:00～18:00の1時間枠で放送された。平均視聴率は9%以上、最高視聴率は14%。
本編の最後に3つの募集企画などの「とっても!ラッキーネットワーク」が放送されていた。VHS版や再放送ではカットされていたが、DVD版にはすべて収録されている。
水曜時代は読み切り時代と同じストーリーの1話完結式で、アニメオリジナルストーリーも数話制作された。木曜移動後は「指レンジャー→よっちゃん編（の前半）」となっている。その際、第27話からオープニングアニメーションとサブタイトルのアニメーションが変更された。お正月スペシャルでは2話連続放送されたことがある。鍋島修は放送開始前に「主人公・洋一の両親が毎回冒頭に登場するなど、ルーティンギャグの要素を増やします」と語っており、止郎・伊八代の出番が増加し、毎回ラッキーマンたちの戦いを観戦するおやじメイツが登場。のちに原作にも登場している。
放送側が原作に追いついたため終了した。そのため「よっちゃん編」の後半は改変となっており、最終回は原作を元にしつつも、ヒーローたちが力をあわせて世直しマンを撤退させて終了というオリジナルの展開となる。また、以後の読み切り数話、「ヒーローグランプリ→さっちゃん（バックコスモス）編」「極悪宇宙人商会編」「大宇宙グランプリ編」「裏大宇宙編」「エピローグ」はアニメ化されていない。
オープニングナレーションは、「日本一ついてない中学生・追手内洋一はある日ラッキーマンに変身する能力を身につけた。
この物語は、地球征服を企む数々の侵略者を相手に、ラッキーだけで戦い続ける愛と真実のスーパーヒーロー・ラッキーマンの汗と涙と笑いの物語である」。ナレーターは矢島正明が担当。作者のガモウひろしも第36話に殺意アリ役で声優として参加している。
過去にアニマックスやカートゥーン ネットワークで再放送されたことがある。

### スタッフ
- 原作：ガモウひろし
- 企画：大野実（読売広告社）、布川ゆうじ（スタジオぴえろ）
- シリーズ構成：浦沢義雄
- 音楽：本間勇輔
- キャラクターデザイン、オープニングアニメーション：金田伊功
- 美術監督：池田祐二
- 撮影監督：渡辺英俊
- 音響監督：清水勝則
- 音楽協力：テレビ東京ミュージック
- プロデューサー：岩田圭介（テレビ東京）、木村京太郎（読売広告社）、本間道幸（スタジオぴえろ）
- アシスタントプロデューサー：位下博一（読売広告社）、押切直之（スタジオぴえろ）
- 監督：鍋島修
- 動画チェック：手塚寛子、館山富美子、児玉八重子、岡村隆、川口知子、豊島光子、池沼有美、山田玲子、岡英和、弓納持幸子
- 色彩設計、色指定：いわみみか
- 特殊効果：池田健司、まちゃみ
- 仕上検査：中井昌樹、清水佳子、岡野強、石澤梨絵、上原由紀子
- 効果：井上裕（アニメサウンドプロダクション）
- 制作デスク：三上孝一
- 文芸進行：藤本雅子
- 演出助手：広田麻由美
- 制作進行：鈴木重之、三宅芳憲、早坂哲也、藤井達司、矢澤真紀、桑原智、杉田祥子、笠森恒郎、道下直樹、渡部隆、青木敬一朗、押切美緒、石沢真二、本間理沙
- 製作：テレビ東京、読売広告社、スタジオぴえろ

### 主題歌・挿入歌
原作でラッキーマンは「ラッキー・クッキー・○○キー」というギャグを登場シーンで多用し、その中に「八代亜紀」があった。そのため、アニメ版ではオープニング・エンディングを実際に八代亜紀が歌うこととなった。

#### オープニングテーマ
- 『ラッキーマンの歌』（本編：第1話〜第50話、とっても!ラッキーネットワーク：1、2、10、12〜14、16〜18、20〜36、39、43〜49）
- 『ラッキーマンの歌（ハウス・ヴァージョン）』（「大吉!お年玉アニメ とってもラッキーマン」（第37話&第38話））
  - 作詞：ガモウひろし 作曲：佐瀬寿一 編曲：矢野立美 歌：八代亜紀

本編だけでなく、「とっても!ラッキーネットワーク」内で挿入歌扱いで使われていた。アニメーションは2種類あり、第27話からはアニメーションが変更された。本放送時のお正月スペシャルでは、ハウス・ヴァージョンが使われていた。なお、ハウス・ヴァージョンは本放送時のみであり、再放送とDVDには使われていない。ちなみにこの曲の歌い出しは、八代亜紀本人の楽曲「舟唄」のあるフレーズのパロディが用いられている（第13話ではこの部分のみ、挿入歌として使われていた）。
提供クレジットの背景は、当初は縁起もの＋ラッキーマンの静止画、第30話からはラッキー・努力・スーパースター・勝利・友情・会長が花見をしている静止画となった。

#### エンディングテーマ
- 『恋はブーガ』（本編：第1話〜第49話）
- 作詞：高田ひろお 作曲：佐瀬寿一 編曲：矢野立美 歌：八代亜紀

エンディングおよびエンドカードのアニメーションは、CGが使われていた。第27話からアニメーションに一部変更があり、努力マン・スーパースターマンも登場した。なお、本編の第12話内で挿入歌として使われていた。最終話のみ『恋はブーガ』は使われず、代わりに『ラッキーマンの歌』（歌詞は2番まで）がエンディング曲として使用された。
なお、CM前アイキャッチは第30話以降は使われなくなった。

#### 挿入歌
- 『スーパースターマンの歌』（本編：第11話、第12話、第19話、第23話、第28話、第42話、第49話）

歌：スーパースターマン（声優：岩永哲哉）
- 『いつかつかむぜ、大逆転! ～洋一のぼやき節～』（とっても!ラッキーネットワーク：15）

歌：追手内洋一（声優：田中真弓）
- 『いやよいやよも好きの内』（本編：第17話）

歌：追手内伊八代（声優：渡辺美佐）
- 『ラッキー音頭で日本晴れ』（とっても!ラッキーネットワーク：19）

歌：斎藤小百合、セリフ：田中真弓
- 『努力マンの歌』（本編：第32話）

歌：努力マン（声優：千葉繁）
- 『スーパーヒーローズえかきうた』（とっても!ラッキーネットワーク：40〜42）

歌：田中真弓、千葉繁、岩永哲哉
主題歌、挿入歌を収録したCDは、いずれも日本コロムビアより発売された。

### 放送リスト

#### 本編
第1話から第30話まではサブタイトルの後に「～でラッキー!」が付いていたが、第31話からは長編の指レンジャー編に入るためなくなっている。
| 話 | 放送日        | サブタイトル                    | 脚本     | コンテ       | 演出         | 作画監督 | 美術                                                             |
| -- | ------------- | ------------------------------- | -------- | ------------ | ------------ | -------- | ---------------------------------------------------------------- |
| 1  | 1994年 4月6日 | かまきり星人でラッキー!         | 浦沢義雄 | 鍋島修       | 亀垣一       | 本橋秀之 | 高橋忍                                                           |
| 2  | 4月13日       | おやじマンでラッキー!           | 浦沢義雄 | しぎのあきら | しぎのあきら | 井坂純子 | 高木佐和子                                                       |
| 3  | 4月20日       | バードマンでラッキー!           | 阪口和久 | 湊屋夢吉     | 湊屋夢吉     | 高梨光   | 工藤英昭                                                         |
| 4  | 4月27日       | 最強男爵でラッキー!             | 橋本裕志 | 下田正美     | 下田正美     | 時矢義則 | 高田茂祝                                                         |
| 5  | 5月4日        | 猛獣使いマンでラッキー!         | 浦沢義雄 | しぎのあきら | しぎのあきら | 二宮常雄 | 一色美緒                                                         |
| 6  | 5月11日       | オタッキーマンでラッキー!       | 橋本裕志 | 亀垣一       | 亀垣一       | 本橋秀之 | 高橋忍                                                           |
| 7  | 5月18日       | ブサイクゴンでラッキー!         | 阪口和久 | しぎのあきら | しぎのあきら | 井坂純子 | 高木佐和子                                                       |
| 8  | 5月25日       | 努力マンでラッキー!             | 浦沢義雄 | 湊屋夢吉     | 湊屋夢吉     | 本木久年 | 工藤英昭                                                         |
| 9  | 6月1日        | 千顔マンでラッキー!             | 浦沢義雄 | 五月女有作   | 五月女有作   | 西田正義 | 今野明美                                                         |
| 10 | 6月8日        | またまた最強男爵でラッキー!     | 橋本裕志 | 下田正美     | 下田正美     | 時矢義則 | 高田茂祝                                                         |
| 11 | 6月15日       | めだち変身でラッキー!           | 阪口和久 | 亀垣一       | 亀垣一       | 本橋秀之 | 一色美緒                                                         |
| 12 | 6月22日       | 芸術星人でラッキー!             | 浦沢義雄 | しぎのあきら | しぎのあきら | 井坂純子 | 高橋忍                                                           |
| 13 | 6月29日       | 芸術星人でラッキーのつづき!     | 浦沢義雄 | 木村哲       | 木村哲       | 船越英之 | 高木佐知子                                                       |
| 14 | 7月6日        | こりずに最強男爵でラッキー!     | 橋本裕志 | 湊屋夢吉     | 湊屋夢吉     | 本木久年 | 今野明美                                                         |
| 15 | 7月13日       | パーティー荒らしマンでラッキー! | 阪口和久 | 五月女有作   | 五月女有作   | 西田正義 | 工藤英昭                                                         |
| 16 | 7月20日       | 半魚人でラッキー!               | 浦沢義雄 | 鍋島修       | 鍋島修       | 時矢義則 | 一色美緒                                                         |
| 17 | 7月27日       | おっかけマンでラッキー!         | 橋本裕志 | 飯島正勝     | 飯島正勝     | 阿部純子 | 高田茂祝                                                         |
| 18 | 8月3日        | 借金トリマンでラッキー!         | 阪口和久 | しぎのあきら | しぎのあきら | 井坂純子 | 高木佐知子                                                       |
| 19 | 8月10日       | 目立の秘密でラッキー!           | 浦沢義雄 | 亀垣一       | 亀垣一       | 本橋秀之 | 今野明美                                                         |
| 20 | 8月17日       | 爆弾マンでラッキー!             | 橋本裕志 | 松尾慎       | 松尾慎       | 松尾慎   | 高橋忍                                                           |
| 21 | 8月24日       | 納豆づけでラッキー!             | 浦沢義雄 | 木村哲       | 木村哲       | 船越英之 | 一色美緒                                                         |
| 22 | 8月31日       | 納豆づけでラッキーのつづき!     | 浦沢義雄 | しぎのあきら | しぎのあきら | 本木久年 | 工藤英昭                                                         |
| 23 | 9月7日        | G-5（ジーゴ）でラッキー!        | 阪口和久 | 鍋島修       | 鍋島修       | 時矢義則 | 高木佐知子                                                       |
| 24 | 9月14日       | シンデレラでラッキー!           | 浦沢義雄 | しぎのあきら | しぎのあきら | 井坂純子 | 高田茂祝                                                         |
| 25 | 9月21日       | 極悪教師マンでラッキー!         | 浦沢義雄 | 飯島正勝     | 飯島正勝     | 阿部純子 | 今野明美                                                         |
| 26 | 9月28日       | 運動会マンでラッキー!           | 橋本裕志 | 木村哲       | 木村哲       | 船越英之 | 一色美緒                                                         |
| 27 | 10月13日      | 江戸時代でラッキー!             | 橋本裕志 | しぎのあきら | しぎのあきら | 井坂純子 | 高田茂祝 工藤英昭                                                |
| 28 | 10月20日      | 忍者マンでラッキー!             | 阪口和久 | 亀垣一       | 亀垣一       | 本橋秀之 | 高橋忍                                                           |
| 29 | 10月27日      | スポーツマンでラッキー!         | 浦沢義雄 | 湊屋夢吉     | 湊屋夢吉     | 本木久年 | 高木佐知子                                                       |
| 30 | 11月3日       | 合体星人でラッキー!             | 橋本裕志 | 飯島正勝     | 飯島正勝     | 阿部純子 | 今野明美                                                         |
| 31 | 11月10日      | 再会! 勝利・友情・努力三兄弟    | 浦沢義雄 | 鍋島修       | 鍋島修       | 時矢義則 | 一色美緒                                                         |
| 32 | 11月17日      | 非常事態! 全宇宙の危機!!        | 橋本裕志 | 木村哲       | 木村哲       | 船越英之 | 高木佐知子                                                       |
| 33 | 11月24日      | 努力マンの過去! 兄たちの裏切り  | 浦沢義雄 | 亀垣一       | 亀垣一       | 本橋秀之 | 高橋忍                                                           |
| 34 | 12月1日       | 狙われたヒーロー協会会長!!      | 阪口和久 | しぎのあきら | しぎのあきら | 井坂純子 | 荒井明美                                                         |
| 35 | 12月8日       | 来襲! 恐怖の殺し屋ヒットマン!!  | 浦沢義雄 | 湊屋夢吉     | 湊屋夢吉     | 本木久年 | 工藤英昭                                                         |
| 36 | 12月22日      | 恐怖! お手手戦隊指レンジャー!!  | 橋本裕志 | 飯島正勝     | 飯島正勝     | 阿部純子 | 一色美緒                                                         |
| 37 | 1995年 1月1日 | 今、始まる! 宇宙最大の戦い!!    | 浦沢義雄 | 鍋島修       | 鍋島修       | 時矢義則 | 高木佐知子                                                       |
| 38 | 1995年 1月1日 | 衝撃! 小指グリーンの正体!!      | 阪口和久 | 木村哲       | 木村哲       | 船越英之 | 工藤英昭                                                         |
| 39 | 1月5日        | 完全体! スピードマンターボ!!    | 浦沢義雄 | しぎのあきら | しぎのあきら | 井坂純子 | 高橋忍                                                           |
| 40 | 1月12日       | 第二の敵! 薬指イエロー          | 橋本裕志 | 鍋島修       | 鍋島修       | 時矢義則 | 一色美緒                                                         |
| 41 | 1月19日       | 第三の敵! 鋼鉄・パワー二人組    | 浦沢義雄 | しぎのあきら | しぎのあきら | 井坂純子 | 荒井明美                                                         |
| 42 | 1月26日       | 復活! 美しき兄弟愛              | 阪口和久 | 亀垣一       | 亀垣一       | 本橋秀之 | 高木佐知子                                                       |
| 43 | 2月2日        | 苦節50年! 豆腐ゲタの威力        | 浦沢義雄 | 飯島正勝     | 飯島正勝     | 阿部純子 | 荒井明美                                                         |
| 44 | 2月9日        | 爆発! 怒りの努力マン            | 阪口和久 | しぎのあきら | しぎのあきら | 本木久年 | 一色美緒                                                         |
| 45 | 2月16日       | 血の嵐! 努力マンのフルパワー    | 浦沢義雄 | 鍋島修       | 鍋島修       | 時矢義則 | 高木佐知子                                                       |
| 46 | 2月23日       | ヒーロー伝説! 天才マンの悲劇    | 浦沢義雄 | しぎのあきら | しぎのあきら | 井坂純子 | 高橋忍                                                           |
| 47 | 3月2日        | 対決! ラッキーマン対天才マン    | 阪口和久 | 湊屋夢吉     | 湊屋夢吉     | 本木久年 | 一色美緒                                                         |
| 48 | 3月9日        | 残忍! 最高に苦しい殺し方!!      | 浦沢義雄 | しぎのあきら | しぎのあきら | 井坂純子 | 谷口美智子                                                       |
| 49 | 3月16日       | 強敵! 無敵の世直しマン          | 浦沢義雄 | 亀垣一       | 亀垣一       | 本橋秀之 | 一色美緒                                                         |
| 50 | 3月23日       | 最後の決戦! 最強の合体パワー!!  | 浦沢義雄 | 鍋島修       | 鍋島修       | 時矢義則 | 高田茂祝 工藤英昭 一色美緒 谷口美智子 高橋忍 高木佐和子 荒井明美 |

#### とっても!ラッキーネットワーク
第37話、第38話、第50話は除く。
1. ～八代亜紀さんタイトルソングを歌うの巻～（第1話）
2. ～ヒット祈願に行くの巻～（第2話）
3. ～ラッキーマン花見に行くの巻～（第3話）
4. ～ラッキーマン浅草に登場の巻～（第4話）
5. ～「君のキー」募集の巻～（第5話）
6. ～「渡り鳥シリーズ」水上バスの巻～（第6話）
7. ～「君のキー募集」の巻～（第7話）
8. ～「挑戦シリーズ」の巻～（第8話）
9. ～「挑戦シリーズ」の巻～（第9話）
10. ～「君のキーシリーズ」の巻～（第10話）
11. ～「幸せにしてあげるシリーズ」の巻～（第11話）
12. ～おもちゃショーでラッキーの巻～（第12話）
13. ～おもちゃショーでラッキーの巻Part2～（第13話）
14. ～ラッキーマンの声優さんを探せの巻～（第14話）
15. ～追手内くんのレコーディングに行くの巻～（第15話）
16. ～これを見たらキミも超ラッキーの巻～（第16話）
17. ～「挑戦シリーズ」の巻～（第17話）
18. ～ラッキークッキー夏祭り!の巻～（第18話）
19. ～ラッキークッキー盆踊りの巻～（第19話）
20. ～ラッキーマン海に行くの巻～（第20話）
21. ～海釣りに行くの巻～（第21話）
22. ～君のキー紹介の巻～（第22話）
23. ～「挑戦シリーズ」の巻～（第23話）
24. ～ラッキークッキーみんな大好きー!の巻～（第24話）
25. ～ラッキーグッズでラッキーの巻～（第25話）
26. ～とってもラッキーマン重大発表の巻～（第26話）
27. ～芸術の秋の巻～（第27話）
28. ～「挑戦シリーズ」の巻～（第28話）
29. ～小さな旅の巻～（第29話）
30. ～食欲の秋の巻～（第30話）
31. ～リクエストするぞの巻～（第31話）
32. ～先週の続きの巻～（第32話）
33. ～ラッキーソングでみんなラッキーの巻～（第33話）
34. ～質問コーナーの巻～（第34話）
35. ～つ、つ、ついにガモウひろし先生の巻～（第35話）
36. ～お正月はラッキーの巻～（第36話）
37. ～これが究極のお正月遊びだの巻～（第39話）
38. ～ぼくのおえかき歌はラッキーの巻～（第40話）
39. ～ぼくのおえかき歌は努力の巻～（第41話）
40. ～ぼくのおえかき歌は目立つの巻～（第42話）
41. ～アニメーションでラッキーの巻～（第43話）
42. ～ぼくにもチョコを下さいの巻～（第44話）
43. ～ぼくをスキーに連れてっての巻～（第45話）
44. ～やっぱり冬はスキーが一番の巻～（第46話）
45. ～桃の節句の巻～（第47話）
46. ～ALLハガキ紹介の巻～（第48話）
47. ～次回で最後だラッキーマンの巻～（第49話）

### ネット局
放送日時は1995年3月時点のものとする。
| 放送対象地域  | 放送局         | 系列           | 放送時間                  | ネット形態 | 備考            |
| ------------- | -------------- | -------------- | ------------------------- | ---------- | --------------- |
| 関東広域圏    | テレビ東京     | テレビ東京系列 | 水曜 18:00 - 18:30        | キー局     |                 |
| 北海道        | テレビ北海道   | テレビ東京系列 | 水曜 18:00 - 18:30        | 同時ネット |                 |
| 愛知県        | テレビ愛知     | テレビ東京系列 | 水曜 18:00 - 18:30        | 同時ネット |                 |
| 大阪府        | テレビ大阪     | テレビ東京系列 | 水曜 18:00 - 18:30        | 同時ネット |                 |
| 岡山県 香川県 | テレビせとうち | テレビ東京系列 | 水曜 18:00 - 18:30        | 同時ネット |                 |
| 福岡県        | TXN九州        | テレビ東京系列 | 水曜 18:00 - 18:30        | 同時ネット | 現：TVQ九州放送 |
| 岩手県        | 岩手放送       | TBS系列        | 日曜 5:45 - 6:15          | 遅れネット | 現：IBC岩手放送 |
| 宮城県        | ミヤギテレビ   | 日本テレビ系列 | 日曜 7:15 - 7:45          | 遅れネット |                 |
| 秋田県        | 秋田放送       | 日本テレビ系列 | 土曜 5:45 - 6:15          | 遅れネット |                 |
| 新潟県        | テレビ新潟     | 日本テレビ系列 | 水曜 17:00 - 17:30        | 遅れネット |                 |
| 長野県        | 長野放送       | フジテレビ系列 | 月曜 16:30 - 17:00        | 遅れネット |                 |
| 京都府        | KBS京都        | 独立局         | 月曜 18:25 - 18:55        | 遅れネット |                 |
| 和歌山県      | テレビ和歌山   | 独立局         | 月曜・火曜 18：30 - 19:00 | 遅れネット |                 |
| 鳥取県 島根県 | 山陰中央テレビ | フジテレビ系列 | 日曜 6:30 - 7:00          | 遅れネット |                 |

| テレビ東京系列 水曜18:00枠                                  | テレビ東京系列 水曜18:00枠                 | テレビ東京系列 水曜18:00枠                     |
| 前番組                                                      | 番組名                                     | 次番組                                         |
| ----------------------------------------------------------- | ------------------------------------------ | ---------------------------------------------- |
| 熱血最強ゴウザウラー ↓ スーパーゲームクイズ覇王 ※つなぎ番組 | とっても!ラッキーマン （1994.4 - 9）       | BLUE SEED （1994年10月5日-1995年3月29日）      |
| テレビ東京系列 木曜19:00枠                                  |                                            |                                                |
| ジャングルの王者ターちゃん♡                                 | とっても!ラッキーマン （1994.10 - 1995.3） | アニメ缶 （ビット・ザ・キューピッド/ぼのぼの） |

## 関連商品

### 単行本
- とっても! ラッキーマン 1巻 "ラッキークッキーコミックス1巻の巻"（1994年2月発行）
- とっても! ラッキーマン 2巻 "ラッキークッキーコミックス2巻の巻"（1994年5月発行）
- とっても! ラッキーマン 3巻 "ラッキークッキーコミックス3巻の巻"（1994年7月発行）
- とっても! ラッキーマン 4巻 "ラッキークッキーコミックス4巻の巻"（1994年10月発行）
- とっても! ラッキーマン 5巻 "ラッキークッキーコミックス5巻の巻"（1994年12月発行）
- とっても! ラッキーマン 6巻 "ラッキークッキーコミックス6巻の巻"（1995年4月発行）
- とっても! ラッキーマン 7巻 "ラッキークッキーコミックス7巻の巻"（1995年8月発行）
- とっても! ラッキーマン 8巻 "ラッキークッキーコミックス8巻の巻"（1995年11月発行）
- とっても! ラッキーマン 9巻 "ラッキークッキーコミックス9巻の巻"（1996年2月発行）
- とっても! ラッキーマン 10巻 "ラッキークッキーコミックス10巻の巻"（1996年5月発行）
- とっても! ラッキーマン 11巻 "ラッキークッキーコミックス11巻の巻"（1996年7月発行）
- とっても! ラッキーマン 12巻 "ラッキークッキーコミックス12巻の巻"（1996年10月発行）
- とっても! ラッキーマン 13巻 "ラッキークッキーコミックス13巻の巻"（1996年12月発行）
- とっても! ラッキーマン 14巻 "ラッキークッキーコミックス14巻の巻"（1997年3月発行）
- とっても! ラッキーマン 15巻 "ラッキークッキーコミックス15巻の巻"（1997年6月発行）
- とっても! ラッキーマン 16巻 "ラッキークッキーコミックス16巻の巻"（1997年10月発行）

### 文庫本
- とっても! ラッキーマン 1（2009年4月発行）
- とっても! ラッキーマン 2（2009年4月発行）
- とっても! ラッキーマン 3（2009年5月発行）
- とっても! ラッキーマン 4（2009年5月発行）
- とっても! ラッキーマン 5（2009年6月発行）
- とっても! ラッキーマン 6（2009年6月発行）
- とっても! ラッキーマン 7（2009年7月発行）
- とっても! ラッキーマン 8（2009年7月発行）
- ガモウひろし寄せ集め 1（2009年8月発行、読切作品版が5話掲載）
- ガモウひろし寄せ集め 2（2009年9月発行、読切作品版が1話掲載）

### CD
- シングル
  - ラッキーマンの歌/恋はブーガ
  - ラッキー音頭で、日本晴れ!（c/w スーパーヒーローズ）
- アルバム
  - とっても! ラッキーマン（ボーカルCD）アニメ前期のサウンドトラック
  - とっても! ラッキーマン 2（ボーカルCD）アニメ後期のサウンドトラック
  - とっても! ラッキーマン 大吉音楽集（公式サウンドトラック）

上記の他にも、「テレビ漫画音頭ベスト」「アニメ音頭で、日本晴れ」「アニメ・ヒロイン大集合！！」（女児向け）などに収録されている。
- 週刊ジャンプオリジナルCD - クイズ、ガモウひろしと八代亜紀の肉声メッセージ、「ラッキーマンの歌」「恋はブーガ」を収録。

### VHS
現在はいずれも廃盤。
- とっても! ラッキーマン ラッキーマン誕生編 - 第1話・第6話・第16話・第26話
- とっても! ラッキーマン 努力マン修行編 - 第8話・第14話・第32話・第33話
- とっても! ラッキーマン スーパースターマン悲哀編
- とっても! ラッキーマン 指レンジャー編I
- とっても! ラッキーマン 指レンジャー編II - 第42話～第45話
- とっても! ラッキーマン 指レンジャー編III

第1話、6話、8話、11話、14話、16話、19話、26話、28話、32話、33話、36話、38話〜50話を収録。

### DVD
「たのみこむ」でファンからの要望が多く、制作が実現した。DVD-BOX発売記念として、上記の通りリミックス第2巻に第1話のDVDが付録となっている。
- とっても! ラッキーマンDVD-BOX（第1話〜第26話）
- とっても! ラッキーマンDVD-BOX 2（第27話〜第50話）

### ビデオCD
中国では「行運超人」のタイトルで吹替版が発売された。

### Blu-ray
2021年現在、リリースされていない。

### コンピュータゲーム

#### 『とっても! ラッキーマン』のみ
- とっても! ラッキーマン ラッキークッキーみんな大好きー!!（1994年9月22日、ゲームボーイ）- 内容はロールプレイングゲーム。
- とっても! ラッキーマン ラッキークッキールーレットで突撃ー!!（1995年6月30日、スーパーファミコン） - 内容はボードゲーム風（あるいはカードゲーム風）RPG。

ストーリーはアニメ版の最終回の後日談の話で再びよっちゃんが現れ、誘拐されたみっちゃんを救い出す物語。ルーレットを廻しつつフィールドを歩き回ってアイテム（カードとして勝利マンや友情マンたちが現れる）を集めて、そのカードでバトルをしつつ経験値を稼ぎ、最後によっちゃんを倒す。ちなみにゲーム中の設定では、天才マンは勝利マンのライバルとなっている。
- ポケットクラブ・ラッキークッキー幸運機！ - ゲームと占いができるLSIゲーム機。定価1,800円。本編にも同名のアイテムが登場している。

いずれもバンダイからの発売。
当作品単独のゲームではないが、クロスオーバー作品でもない、そのほかに『ジャンプ限定スペシャル 4大ヒーローBATTLE大全』（非売品ソフト、プレイディア、バンダイ）に当作品のデータベースと運勢占いが収録されている。

#### 『週刊少年ジャンプ』の他作品とのクロスオーバー
- ジャンプアルティメットスターズ（2006年11月23日、ニンテンドーDS、任天堂） - ラッキーマン、努力マン、スーパースターマンが出演している。
- ジェイスターズ ビクトリーバーサス（2014年3月19日、PlayStation 3、PlayStation Vita、バンダイナムコゲームス） - ラッキーマンがプレイヤーキャラとして出演。
- 週刊少年ジャンプ オレコレクション!（2017年7月6日（当作品は2017年9月1日参加）、スマートフォン（iOS・Android）、バンダイナムコエンターテインメント）
- ジャンプチ ヒーローズ（2018年3月28日（当作品は配信開始時から参加）、スマートフォン（iOS・Android）、LINE）
- 週刊少年ジャンプ 実況ジャンジャンスタジアム（2018年8月2日（当作品は配信開始時から参加）、スマートフォン（iOS・Android）、コナミデジタルエンタテインメント）

### その他
他のジャンプ連載作品同様、懸賞景品、玩具、とるとるキャッチャー用ぬいぐるみ、菓子おまけなど、多彩な商品展開がなされている。